# Somogyapáti
Somogyapáti là một thị trấn thuộc hạt Baranya, Hungary. Thị trấn này có diện tích 10,07 km², dân số năm 2010 là 528 người, mật độ 52 người/km².